# Hot Bird 1
Hot Bird 1 (также известен как Eutelsat II-F6) — коммерческий геостационарный телекоммуникационный спутник, принадлежавший французскому спутниковому оператору Eutelsat.

## Эксплуатация
Запущен 28 марта 1995 года с космодрома Куру во французской Гвиане вместе с бразильским Brasilsat B2. Использовался для обеспечения спутникового телевещания (как аналогового, так и цифрового) в прямом эфире на страны Европы (в том числе Россию) и Средиземноморье. Был оснащён 16 транспондерами в Ku-диапазоне и 8 устройствами резервного копирования. Обеспечивал вещание телекомпаний RAI, Eurosport, TV 5 и Euronews. Также является первым иностранным спутником, сигнал с которого начали принимать в России.
Выведен из эксплуатации в декабре 2006 года и заменён спутником Hot Bird 7A, запущенным 11 марта 2006 года. С апреля 2007 года находится на орбите захоронения.